# Oswaldo Sánchez
Oswaldo Javier Sánchez Ibarra  (Guadalajara, 21 de setembro de 1973) é um ex-futebolista profissional mexicano que atuava como goleiro.

## Carreira
Sánchez estreou em 30 de outubro de 1993 pelo CF Atlas, com apenas 20 anos, num jogo que acabou empatado em 1x1 diante do CD Veracruz. Pelo CF Atlas atuou 81 vezes até 1996. Em 1996 transferiu-se para o Club América um dos mais prósperos do México. No América foi treinado por Ricardo Lavolpe e desde então foi em treinar a seleção nacional mexicana. Sánchez na primeira temporada com América foi um fracasso, como o clube não se classificou para os playoffs e  ter perdido "clasico" mexicana contra Chivas com um placar incrível de 5-0. A temporada seguinte, Sánchez foi substituído pelo goleiro Hugo Pineda mais velho e mais experiente. Sánchez só jogou três dos 19 jogos, inclusive as quartas-de-final onde o América foi eliminado pelo Monarcas Morelia. A temporada seguinte, Sánchez voltou na titularidade e conduziu América até as semi-finais onde foi eliminado pelo Club León. As três últimas temporadas com o clube eram estáveis, entretanto o time conseguiu alcançar as semifinais uma vez mais, só ser eliminado. Em 1999, Sánchez deixou América para o maior rival, Chivas de Guadalajara.  
Em Guadalajara, Sánchez se consolidou no time. Desde 1999, ele ajudou a qualificar o time aos playoffs em sete vezes ,e o time foi eliminado só três vezes de 11 temporadas, aumentando a reputação dele como goleiro. Ao longo de sua carreira em Guadalajara, ele foi o goleiro preferido no time por 10 treinadores diferentes. A meia temporada notável foi no torneio Clausura 2004 onde  ele conduziu o time as finais tudo por ele. Apesar do sucesso relativo do time durante o tempo de Sánchez em Guadalajara, o clube não ganhou um título até 10 de dezembro de 2006 quando eles derrotaram Toluca 3-2 no agregado.

## Seleção
Pela seleção mexicana disputou as copas de 1998, 2002 e 2006. Em 2003 foi campeão da Copa Ouro conquistando o 4° título para o país. Se despediu da seleção no dia 11 de Outubro de 2011 em um amistoso contra o Brasil, em que foi substituído próximo ao final do jogo.

## Títulos
Seleção Mexicana
- Copa América de 2001: Vice